# 松崎貴至
松崎 貴至（まつざき たかし）は、航空宇宙技術研究所液体科学研究センターに所属していた日本の航空宇宙研究員である。
主にアーク加熱風胴が専門で、1984年にアーク加熱風胴データ処理ソフトウェアを開発した。

## 論文
- 極超音速風胴計測装置について（1969年）
- 極超音速風胴M9ノズル較正試験（1971年）
- 極超音速流れにおけるスティング干渉の実験（1980年）
- アーク加熱風胴データ処理ソフトウェアの開発（1984年）
- 450kWアーク加熱風洞の特性(I)アーク加熱装置の特性（1985年）
- アーク加熱風洞による表面熱伝達の実験（1989年）
- H-2ロケットフェアリング断熱材のアーク加熱試験 （1992年）
- 新しい空力研究設備と試験計測技術 アーク加熱風洞の改修と放射率計測（1994年）
- 軌道再突入実験における高々度圧力計測（1995年）
- 軌道再突入実験の空力及び空力加熱解析結果（1996年）
- 高温放射率計測装置の構造と性能（1997年）
- 集中熱容量式(スラグ)カロリメータによるアーク加熱気流の熱流束計測（1999年）
- 3次元織物Si-Ti-C-O系セラミック複合材の高温気流中における耐熱性評価（2000年）
- 750kWアーク加熱風洞の構造と動作特性（2001年）
- F-1508 高エンタルピー気流中におけるチラノLox-M繊維 : Si-Ti-C-O基複合材料の熱応答と酸化挙動(S54-2 耐熱材料・耐熱構造(2))(S54 耐熱材料・耐熱構造)（2001年）
- アーク加熱チャンネルノズル流の気流診断（2002年）
- 750kWアーク加熱風洞気流の圧力計測（2002年）
- アーク加熱風洞における高エンタルピ気流の静圧計測技術（2002年）
- D-311 110kW 誘導プラズマ加熱風洞の整備と初期性能評価（2002年）